# 진족
진족(秦族)은 진나라의 주요 민족이다. 오늘날 중국 섬서성 지역에 거주했으며, 그들이 세운 진나라는 주나라의 제후국 중 하나로 그 지도층의 성은 영성이었다. 

## 역사
『사기』에 따르면 진족은 전서와 백익의 후손으로 제순 때 영족을 창건했다고 한다. 상대에는 영씨가 중요한 제후국이 되었으며, 상나라 말기에 종거가 부족을 이끌고 서륭으로 갔다. 주 목왕 때 조복은 주 왕실의 마차꾼이었으며, 이때 부족이 조족(趙族)와 진족(秦族)의 두 갈래로 나뉘었다. 주 효왕 때에 그의 조상인 비자가 서륭에 나라를 세우고 주나라 왕의 제후가 되었다. 주 평왕 때 진 양공이 제후가 되어 정식으로 진나라를 건국하였다.
주나라 때에는 제후국의 칭호를 받았다. 춘추전국시대에 진나라는 상대적으로 국경에 위치해 있다는 이유로 다른 제후국들의 멸시를 받았고, 나중에는 그 세력이 부흥하여 다른 제후국에 심각한 위협이 되었다. 결국 다른 나라의 제후들과 동맹을 맺지 못한 진나라는 다른 제후국들에게 오랑캐로 간주되었다. 전국시대 말, 진나라는 중원을 통일하여 전국시대를 종결시켰다.

## 영향
진나라의 영향으로 서부 지역 국가들은 한나라의 한족을 진족이라고 부르게 되었다. 예를 들어, 역사 기록의 "대완전기"에는 "완 지역에 새로 도착한 진족이 우물을 파는 방법을 알고 있었고 그 안에 많은 음식이 있었다고 들었다."고 말했다.
남북조 시대에도 일부 사람들은 한족을 '진족'이라고 불렀는데, 예를 들어 승루이의 『대지주석 서문』에서는 중국인을 진족이라고 불렀다.. 산시성 등 중국 북서부 지역의 사람들은 진나라의 고향에 살기 때문에 진족이라 불리는 경우가 많다.

## 학술 연구
진족의 유래에 대해서는 두 가지 설이 있는데, 진인이 서융 출신이라는 설과, 다른 학파는 진족이 동쪽에서 왔다고 보는 설로 나뉜다.

### 서융 이론
멩웬통, 루젠유 및 왕궈웨이와 같은 학자들은 진족이 한때 서융의 일종으로 간주되었고, 적융, 의거 등과 통혼하여 인척 관계가 있으며, 고강인들과도 연관이 있다고 믿는다.

### 동쪽 설
『사기』에 따르면, 진족은 원래 어떠한 이유로 산시성으로 이주한 하족 백익의 후손이었다. 『계년』 제3장에는 주나라 초기 삼감의 난이 종결 된 후 비렴이 "동쪽의 상엄씨에게로 도망갔다. 성왕이 상엄을 공격하여 비렴을 죽이고 백성들을 이주시켰다. 상엄은 서쪽으로 주까지 이르며, 노예를 부리는 영은 진나라의 조상이다."라고 기록되어 있다.
이 학설에 따르면 이설금은 진족이 엄나라 동쪽에서 소호와 같은 성, 같은 주를 갖고 있어 비렴이 이곳으로 도망갔다는 것을 지적하고 진족의 원래 출신은 동쪽으로 엄나라와 같은 근원을 가지고 있으며, 서주 초기에 서쪽으로 유배되며 진족이 서쪽으로 이동하였다고 주장한다.  리우밍루와 다른 많은 중국 학자들도 진족이 중국 산둥성에서 유래했다는 데에 동의한다.

## 같이 보기
- 진나라
- 치나족